# 奥沢善二
奥沢 善二（おくざわ ぜんじ、1937年11月26日 - 2021年7月5日）は、日本の陸上競技（中距離走）選手。
1964年東京オリンピックの男子3000メートル障害に出場した。

## 経歴
栃木県立佐野高等学校から東洋大学に入学。1960年、東洋大学経済学部卒業。卒業後は東京急行電鉄に入社。1962年の日本陸上競技選手権大会男子3000m障害優勝。同年のアジア競技大会（ジャカルタ）で、3000m障害銅メダル（1962年アジア競技大会における陸上競技）。
1964年東京オリンピックの前年、膝を骨折する大けがを負い、最終選考会に落選。しかし開会式3週間前に開催された「敗者復活戦」で出場権を勝ち取り、日本代表選手団（357人）で最後に代表に選ばれた選手となった。男子3000メートル障害に出場するが、予選失格となる。 なお、奥沢は東洋大学出身者初のオリンピック選手である。